# SN 2005bd
SN 2005bd – supernowa typu Ia odkryta 3 kwietnia 2005 roku w galaktyce M+09-11-02. W momencie odkrycia miała maksymalną jasność 17,70m.